# Прауральский язык
Праура́льский язы́к — гипотетический язык-предок уральских языков, реконструируемый методами сравнительно-исторического языкознания. Согласно ностратической гипотезе, непосредственным предком прауральского языка является праностратический язык. Его непосредственные потомки — прафинно-угорский язык и прасамодийский язык. Носителями прауральского языка были прауральцы.
Прауральский был агглютинативным языком с сингармонизмом в фонетике. Существительное в нём изменялось по не менее чем шести падежам. Обычным порядком слов был SOV (подлежащее — дополнение — сказуемое).

## История языка
П. Хайду датирует распад прауральского языка, то есть разделение его на прасамодийский и прафинноугорский, VI—IV тысячелетиями до н. э. В. В. Напольских удревняет эту дату до VI—V тысячелетий до н. э. Ю. Янхунен относит это событие ко времени около 3000 года до н. э.

## Прародина
В XIX веке, в связи с гипотезой об урало-алтайском родстве, прародину уральцев искали в Азии в районе Саянских и Алтайских гор (Ф. И. Видеман, М. А. Кастрен).

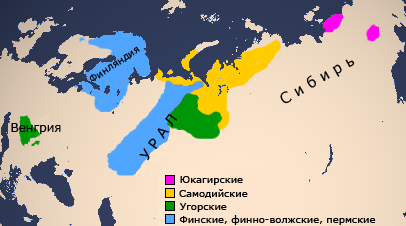
Карта распространения уральских и юкагирских языков

Позднее поиски прародины предпринимались с учётом собственно языковых данных. Так, в языке прауральцев были обозначения для ели, сибирского кедра, а в прафинноугорском языке названия для пчелы, мёда, ежа, северного оленя, рябчика, белки-летяги, горностая, норки, соболя, куницы, осетра, стерляди, дуба, вяза, рябины и железа. Эти факты заставили исследователей выдвинуть европейскую концепцию прародины уральцев, располагавшую её между средней Волгой и Уралом.
Позднее ряд финских и эстонских учёных (Э. Итконен, П. Аристэ, А. Йоки) выдвинул концепцию, согласно которой уральская прародина простиралась от Балтийского моря до Уральских гор.
Собственную гипотезу создал П. Хайду, которой, основываясь на том, что прауральскому языку известны названия ели, сибирского кедра и пихты, а прафинноугорскому — также лиственницы и вяза, поместил уральскую прародину в Западную Сибирь.
Особую значимость при поисках прародины уральцев приобретают обозначения деревьев. Ю. В. Норманская реконструирует для прауральского языка больше названий, чем П. Хайду, а именно: *soksV / *saksV / *sɛ̮ksV «сибирский кедр», *jäwV «сосна обыкновенная», *ńulkV «пихта сибирская, ель», *kuse / *kose «ель», *paje «ива», *sVwV «ива», *pojV «осина», *kojwa «берёза», а также с меньшей степенью надёжности слова *tojma «дуб», *lelpä «ольха» и *śVmV «липа».
В мифологии уральских народов фигурирует Мировая река, текущая с юга на север, поэтому есть все основания полагать, что такая река протекала на прародине прауральцев.

## Внешнее родство
Уже в 1836 году В. Шоттом была выдвинута гипотеза урало-алтайского родства, которая позднее была поддержана Ф. И. Видеманом и М. А. Кастреном. Гипотеза основывалась на многочисленных схождениях уральских и алтайских языков в области синтаксиса (отсутствие глагола «иметь»), морфологии (агглютинативность, наличие притяжательных суффиксов, окончания некоторых падежей), фонетики (наличие гармонии гласных и запрет на стечение согласных в начале слова) и лексики.
Также уже в XIX веке была создана индо-уральская гипотеза, связывающая уральские языки с индоевропейскими. Основывалась на сходстве личных местоимений и лексических параллелях между уральскими и индоевропейскими языками. Поддерживалась Б. Коллиндером, А. Й. Йоки и Б. Чопом.
Позднее эти гипотезы вошли в состав ностратической гипотезы, выдвинутой Х. Педерсеном в 1903 г. и развитой впоследствии В. М. Иллич-Свитычем.

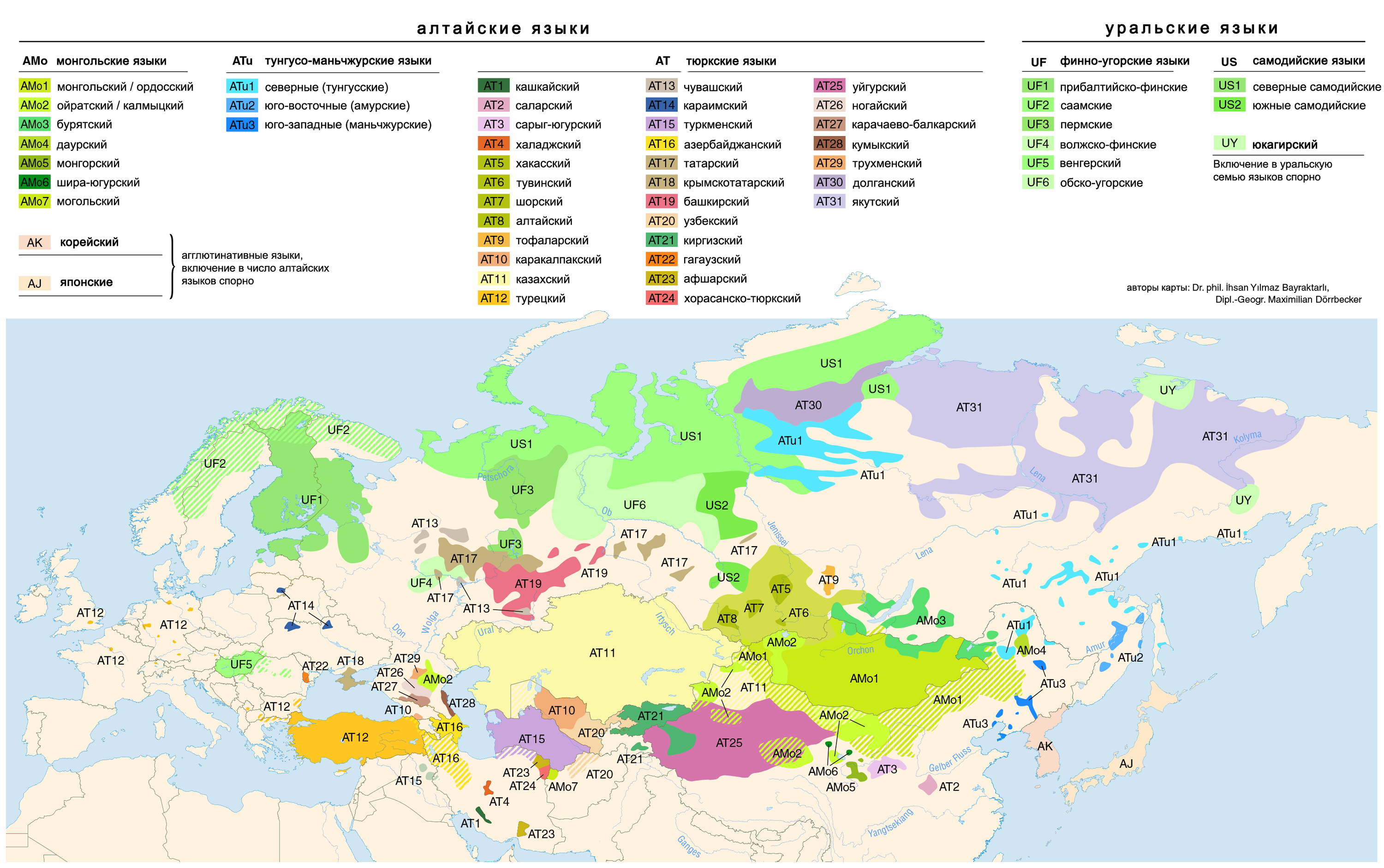
Распространение уральских и алтайских языков

Иногда в состав ностратической макросемьи включают также чукотско-камчатские языки, что заставляет искать сходство между ними и уральскими языками. Так, чешский учёный В. Блажек насчитывает 113 лексических параллелей между чукотско-камчатскими и уральскими языками.
Существует гипотеза, связывающая уральские языки с юкагирскими в урало-юкагирскую семью. Наиболее полно эта концепция была проработана в трудах И. А. Николаевой. Критиковал эту гипотезу К. Редеи, чьи аргументы В. В. Напольских оценивает как слабые. Отмечается сходство падежной системы юкагирских языков с северосамодийской, а повелительного наклонения — с южносамодийским. Кроме того, существуют параллели в глагольном словообразовании, корнях местоимений и лексике.
Имеются другие, менее обоснованные концепции, связывающие уральские языки с эскалеутскими, на-дене и пенутийскими языками.
Предполагается также объединение уральских, юкагирских и эскимосско-алеутских языков в урало-сибирскую макросемью.

## Носители
Количество носителей прауральского языка оценивается П. Саммалахти в 100 000 человек, разделённых на группы по 200—300 человек. Эти люди занимались охотой, рыболовством и собирательством. П. Хайду полагал, что прауральцев было в лучшем случае несколько десятков тысяч. Ю. Янхунен даёт оценку в несколько тысяч человек. Скорее всего, прауральцы принадлежали к уральской расе. Преимущественно среди уральских народов распространена гаплогруппа N-M46/Tat.

## Лингвистическая характеристика

### Фонетика и фонология

#### Гласные
Существуют две основные реконструкции прауральского вокализма первого слога, принадлежащие В. Штейницу и Э. Итконену.
Реконструкция Штейница:
|                | Передний ряд | Непередний ряд    | Непередний ряд  |
|                |              | Нелабиализованные | Лабиализованные |
| Верхний подъём | i /i/        | ï /ɯ/             | u /u/           |
| Средний подъём | e /e/        |                   | o /o/           |
| Нижний подъём  | ä /a/        | å /ɑ/             | ɔ /ɒ/           |

Кроме того, Штейниц реконструировал три редуцированных гласных: ĭ, ǚ и ǔ. Весь набор гласных мог появляться только в первом слоге.
Реконструкция Итконена:
|                | Передний ряд      | Передний ряд    | Задний ряд | Задний ряд |
|                | Нелабиализованные | Лабиализованные |            |            |
| Верхний подъём | i /i/             | ü /y/           | u /u/      |            |
| Средний подъём | e /e/             |                 | o /o/      |            |
| Нижний подъём  | ä /æ/             |                 | a /ɑ/      |            |

Кроме того, Итконен реконструирует четыре долгих гласных: ī, ē, ō, ū.
По мнению В. А. Дыбо, ностратический материал говорит в пользу гипотезы Итконена.
Реконструкция Ю. Янхунена:
|                | Передний ряд      | Передний ряд    | Непередний ряд    | Непередний ряд  |
|                | Нелабиализованные | Лабиализованные | Нелабиализованные | Лабиализованные |
| Верхний подъём | i /i/             | ü /y/           | ï /ɯ/             | u /u/           |
| Средний подъём | e /e/             |                 |                   | o /o/           |
| Нижний подъём  | ä /æ/             |                 | å /ɑ/             |                 |

В неударном слоге могли появляться только *i, *ï, *ä и *å.
В прауральском языке был сингармонизм. Это значит, что в одном слове (если оно не было сложным) могли присутствовать только гласные переднего ряда или только гласные непереднего ряда.

#### Согласные
Согласные прауральского языка:
|             | Взрывные | Аффрикаты | Спиранты       | Носовые | Латеральные | Полугласные | Дрожащие |
| ----------- | -------- | --------- | -------------- | ------- | ----------- | ----------- | -------- |
| Губные      | p        |           |                | m       |             | w           |          |
| Зубные      | t        | c (t͡s)    | s, d (ð)       | n       | l           |             | r        |
| Палатальные |          |           | ś (sʲ), ď (ðʲ) | ń (nʲ)  |             | j           |          |
| Велярные    | k        |           | x              | ŋ       |             |             |          |

Кроме того, иногда ещё реконструируют *ć (t͡sʲ), *č (t͡ʃ), *ľ (lʲ) и *š (ʃ).
Не до конца ясна фонетическая природа *x. Предполагается, что он мог быть велярным спирантом (глухим или звонким) или ларингальным спирантом.
Наиболее частотными согласными были взрывные. Так, самым частым согласным в прауральском был *k, на втором месте *p, а *t занимал четвёртое место. С точки зрения ностратической гипотезы, это связано с совпадением в одной серии прауральских глухих трёх серий согласных праностратического языка. Следствием этого явления было большое количество омонимов в прауральском.

#### Структура слова
Фонологическая структура слова в прауральском языке отвечала следующей схеме: (C)V(C)CV((C)C(V)). Собственно корень обычно состоял из одного или двух слогов и всегда оканчивался на гласный: CV, (C)V(C)CV. Суффикс мог состоять из одной согласной или целого слога.

#### Просодия
Как и в большинстве современных уральских языков, в праязыке главное ударение падало на первый слог, а дополнительные — на третий и пятый слоги.

### Морфология

#### Существительное
Существительные в прауральском языке изменялись по числу, падежу и лицу.
Падежей было как минимум шесть (три грамматических и три местных):
- Именительный (без показателя), обозначал субъект и неопределённый объект;
- Родительный *-n, имел приимённую и приглагольную функции;
- Винительный *-m, обозначал определённый объект;
- Местный *-nA, имел местное значение;
- Отложительный *-tA, -tI, имел партитивную функцию и функции сравнения;
- Лативный *-k, -ŋ, -ć, -ń, имел аллативное значение и транслативное значение.

Реконструируются два показателя множественного числа: *-t и *-i. П. Хайду полагает, что первый использовался в подлежащем и сказуемом, а второй — в косвенных падежах имён. Для двойственного числа восстанавливается показатель -ka / *-kä.
Для уральских языков характерно наличие притяжательных суффиксов, выражающих принадлежность к тому или иному лицу. В прауральском языке эти суффиксы были энклитиками, ставившимися после существительного. Восстанавливаются следующие притяжательные суффиксы: *-mV, *-me для первого лица, *-tV, *-te для второго, *-sV, *-se для третьего.
Прилагательные от существительных морфологически ничем не отличались.

#### Числительное
Из числительных для прауральского удаётся реконструировать только *kekta «два» и *witi «пять».

#### Местоимение
Для прауральского языка восстанавливают следующие личные, вопросительные, относительные и указательные местоимения: *minä/*menä «я», *mä «мы», *tinä/*tenä «ты», *ti/*te «вы», *ći/*će, *e, *tä «этот», *to, *u/*o «тот», *ke/*ki, *ku/*ko «кто», *-mɜ «что».

#### Глагол
Глагол имел категории лица, числа, наклонения и времени. По мнению многих уралистов, к прауральскому времени восходит существующее во многих уральских языках (венгерском, обско-угорских, северносамодийских, мордовских) так называемое субъектное (неопределённое) и объектное (определённое) спряжение: при этом форма третьего лица единственного числа в субъектном спряжении не имела окончания, а в объектном — имела: это окончание, которое совпадает с посессивным именным окончанием третьего лица единственного числа, указывало на наличие при глаголе определённого прямого дополнения. Например, в мансийском языке: toti «несёт» и totite «несёт это». В первом и втором лице это различие на праязыковом уровне не везде прослеживается, и окончания первого и второго лица объектного спряжения в разных языках восходят к разным формантам. В некоторых языках также отмечается число и (реже) лицо объекта, например, в мансийском: totite «несёт это» (объект в единственном числе), totijaɣe «несёт их двоих» (объект в двойственном числе), totijane «несёт эти» (объект в множественном числе). Эта особенность, скорее всего, представляет собой инновацию отдельных языков (обско-угорские, самодийские, мордовские).
Для прауральского глагола восстанавливаются три наклонения: изъявительное (немаркированное), повелительное (показатель *-k-) и сослагательное (показатель *-ne- или *-nek-).
Реконструируется показатель прошедшего времени *-ś. Кроме того, существует гипотеза, что время глагола определялось контекстом и зависело от вида глагола.

### Синтаксис
Обычным порядком слов в прауральском был SOV (подлежащее — дополнение — сказуемое).

### Лексика
Для прауральского языка реконструируется весьма ограниченное количество лексем: в целом 400—500 слов. Связано это с тем, что для того, чтобы считаться прауральской, лексема должна быть зафиксирована как в финно-угорских, так и в самодийских языках. Как отмечает П. Саммаллахти, реконструированные с достоверностью Ю. Янхуненом 130 лексем составляют всего лишь 4—5 % общего количества корней праязыка.
Реконструкция лексики прауральского языка позволяет многое узнать об образе жизни его носителей. Известно, что прауральцы занимались рыболовством и охотой. Рыбу или дичь ели сырой или варили в горшках. Из животных им были знакомы среди прочих северный олень, соболь, куница, белка, заяц, куропатка, ворон, змея. Охотились при помощи лука и стрел. Собирали ягоды (земляника, морошка) и яйца птиц. Жили в землянках зимой и в чумах, крытых шкурами и корой деревьев, летом. Передвигались на лодках, лыжах и санях. Одежду шили из шкур, инструменты изготовляли из камня, кости и дерева при помощи клея и сухожилий. Скотоводство и земледелие, а также металлургия прауральцам известны не были.
П. Схрейвер предположил, что некоторые слова как в индоевропейских, так и в уральских языках являются заимствованиями из исчезнувших языков Северной Европы — например, название жаворонка — лат. alauda (галльское слово), др.-англ. lāwerce, фин. leivonen.

## История изучения
Первое описание сравнительно-исторической фонетики уральских языков принадлежит перу венгерского лингвиста И. Халаса. Этот труд был продолжен Х. Паасоненом в работе Beiträge zur finnischugrich-samojedischen Lautgeschichte (1912—1917 гг.). Долгое время наиболее разработанными областями исторической уралистики были этимология и сравнительно-историческая фонетика. В 1940-е годы в уралистику были привнесены принципы структурализма, подразумевающие более системный подход к изучению языка.